# Margie Gillis
Margie Gillis (née le 9 juillet 1953 à Montréal) est une chorégraphe et danseuse québécoise. Elle est principalement connue comme une spécialiste de la danse moderne, qu'elle fut la première à enseigner en Chine dès 1979[réf. souhaitée].
Chorégraphe et interprète d'une centaine d’œuvres, Margie Gillis s'est produite notamment en Asie, en Europe, au Moyen-Orient ainsi qu'en Amérique du Sud et du Nord. Elle est reconnue pour son charisme, son style, sa maîtrise artistique et son interprétation des diverses facettes de l'âme humaine[réf. nécessaire].
Depuis 2006, elle siège sur le conseil d’administration de la Place des Arts de Montréal.

## Biographie
En 1977, elle présente la pièce Mercy pour la première fois lors de la conférence Danse au Canada à Winnipeg. Linde Howe-beck décrit ce moment comme « l'un des moments exceptionnels de l'histoire de la danse canadienne à cause de la présence physique débridée et des mouvements de cheveux et de jupes de Margie Gillis ».
En 1987, Margie est la première danseuse contemporaine à être décorée de l'Ordre du Canada. Elle est nommée ambassadrice culturelle par le gouvernement du Québec et du Canada.[Quand ?]
En 2001, le Conseil des arts et des lettres du Québec lui remet une Bourse de carrière pour souligner son apport exceptionnel à la culture nationale. 
À l’occasion de son 35e anniversaire de carrière, dans la saison de 2008-2009, elle crée M.Body.7, une œuvre de groupe dans laquelle elle explore avec huit autres danseuses les thèmes de l’identité et de la collectivité. L'œuvre est présentée en première mondiale à la Place des arts dans le cadre du festival Montréal en lumière. Elle est reprise en mars au Vancouver International Dance Festival (en), puis en janvier 2009 au Grand Théâtre de Québec.
Margie Gillis collabore avec le projet LOVE du Cirque du Soleil[Quand ?]. Elle effectue la création chorégraphique d’un programme solo[Quand ?] intitulé A Moment in Between pour la danseuse Barbara Glazer. À l’automne 2008, elle participe aux célébrations des 25 ans du Harbourfront Theatre (en) de Toronto. Elle reçoit[Quand ?] le MAD Spirit Award du studio Stella Adler de New York.
En mars 2009, Margie Gillis reprend son rôle dans Sacred Ellington auprès de Jessye Norman à la cathédrale Saint-Jean-le-Théologien de New York.
En juin 2009, le premier ministre du Québec lui attribue le titre de Chevalière de l'Ordre national du Québec.
En mai 2011, Margie Gillis reçoit le Prix du Gouverneur Général pour les arts du spectacle, Prix de la réalisation artistique.

## Apparition dans les médias
En juin 2011, Margie Gillis donne une entrevue remarquée à la chaîne Sun News Network,. Interviewée de manière hostile[non neutre] par l'animatrice Krista Erickson (en), l'entrevue soulève le plus grand nombre de plaintes enregistrées par le Conseil canadien des normes de la radiotélévision. En février 2012, après avoir reçu officiellement 6 676 plaintes, le Conseil juge que l'entrevue ne viole aucune règle du code de déontologie du conseil canadien des normes de la radiotélévision.

## Prix et distinctions
- 1987 : Membre de l'Ordre du Canada
- MAD Spirit Award du studio Stella Adler de New York.
- 2001 : Bourse de carrière du Conseil des arts et des lettres du Québec
- 2008 : Prix Walter-Carsen
- 2009 :  Chevalier de l'Ordre national du Québec